# Paul Ditisheim

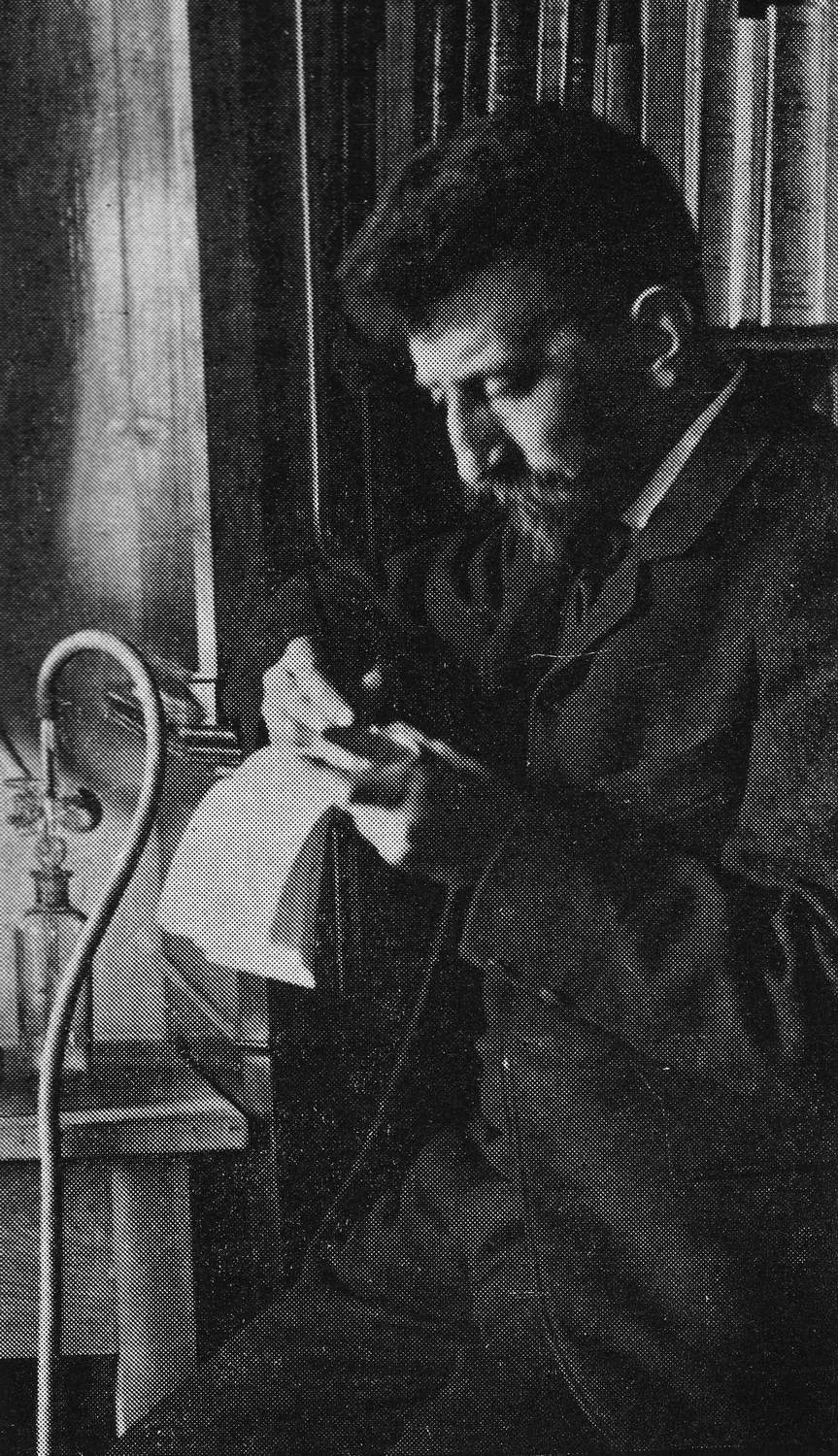
Paul Ditisheim

Paul Ditisheim (* 28. Oktober 1868 in La Chaux-de-Fonds; † 7. Februar 1945 in Genf) war ein Schweizer Uhr- und Chronometermacher.

## Leben
Paul Ditisheim wurde als Sohn des elsässischen Uhrmachers Gaspard Ditisheim und seiner Frau Julie geboren. Sein Vater Gaspard und sein Onkel Maurice Ditisheim gründeten die bekannte Firma Vulcain, eine der vielen Uhrenfirmen, die von jüdischen Familien in der Region gegründet wurden. Die Ditisheim Familie gehörte zum Kreis der Uhrmacher-Elite in La Chaux-de-Fonds.
Paul Ditisheim studierte an der Ecole Industrielle und an der Uhrmacherschule von La Chaux-de-Fonds. Seine Uhrmacherausbildung erhielt er ab 1884 in der örtlichen Uhrmacherschule und schloss sie 1887 mit Auszeichnung ab. Er arbeitete bis 1892 im Familienunternehmen Vulcain und gründete im Anschluss seine eigenen Marken Solvil und Titus. Ditisheim bildete sich bei unterschiedlichen Uhrenmanufakturen weiter, unter anderem war er bei einem Tourbillonbauer in Les Ponts-de-Martel tätig. Die Weiterbildung führte ihn auch nach Berlin, Paris und zu Rotherham in Coventry. Anschliessend begab er sich erneut nach Paris. Er war mit Marguérite Etlin aus Paris verheiratet.

## Leistungen
Er war einer der bedeutendsten Schweizer Uhr- und Chronometermacher, der überwiegend zu Themen der Präzisionszeitmessung forschte und publizierte.
1892 gründete er die Uhrenmanufaktur Solvil et Titus in Sonvilier, ab 1895 wurden dort auch Schiffschronometer hergestellt. Zusammen mit Charles Édouard Guillaume arbeitete Ditisheim ab 1898 an der Entwicklung und Erprobung temperaturunabhängiger Metalllegierungen. Als erster Uhrenhersteller setzte er diese in seinen Chronometern ein. Er erfand auch den Anhänger für monometallische Unruhreife (Affix-Unruhreif).
Neben Marinechronometern fertigte er aber auch Kleinstkaliber für Armbanduhren und Ringuhren, sowie Uhren mit elektromechanischen Kontakten.
Mit seinen Uhren nahm er an vielen Ausstellungen teil und war sehr erfolgreich im Bau von Taschenchronometern, überwiegend mit Ankerhemmung. Er entwickelte unter anderem einen Marinechronometer mit austauschbarem Hemmungssystem.
Seine Chronometer gewannen zahlreiche erste Preise bei Wettbewerben am Neuenburger Observatorium, am Kew Observatory in England und in den Versuchsreihen der US Navy. Ditisheim wurde 1900 zum Chevalier der französischen Akademie und zum Fellow der British Horological Institute ernannt. Im Jahr 1912 erzielte er den Weltrekord in Chronometrie am Kew Observatory.
Die Firma wurde aufgrund einer Erkrankung Ditisheims 1917 in eine Aktiengesellschaft umgewandelt, geriet Anfang 1924 in Schwierigkeiten und ging dann in Konkurs. Das Unternehmen wurde aber unter einer neuen Führung weiter betrieben, bis es 1930 an Paul Bernhard Vogel verkauft wurde (Von den nach 1930 in der Manufaktur Paul Ditisheim hergestellten Armbanduhren gehörten das Modell „Solvil“ der oberen und das Modell „Ditis“ der mittleren Preislage an).
Von 1925 bis 1935 arbeitete Paul Ditisheim als Partner von Paul Woog in Paris an der Entwicklung neuer, verbesserter Schmierstoffe für Uhren. Paul Ditisheim verhalf der Epilamisierung zum Durchbruch in der Uhrmacherei. Jules Andrade sagte, dass „die Arbeit des Paul Ditisheim den größten Fortschritt in der modernen Chronometrie darstellt“.
Als die Nationalsozialisten 1940 Paris erreichten, war Ditisheim immer noch dort tätig. Nun ein verfolgter Jude, floh er aus Paris nach Nizza und kehrte 1944 in die Schweiz zurück. Im Jahr danach verstarb er im Alter von 76 Jahren in Genf.

## Schriften (Auswahl)
- Le Progrès du Réglage des Chronomètres et des Montres. Baillière et Fils, Paris 1925.
- Louis Leroy. Journal suisse d’horlogerie, Neuchatel, Nr. 3, Mars 1935.
- Précision des Garde-Temps piézo-électriques et des Pendules astronomiques. Millot Frères, Besançon 1937.
- Inscription des pressions barométrique sur les bulletins de marche des chronomètres étudiés dans les Observatoires. Journées Internationales de Chrono- métrie et Métrologie, Paris 1937.
- Willy Grossmann 1895–1936. Annales françaises de Chronométrie, 1er trimestre 1938, Millot Frères, Besançon 1938.
- Le Spiral Réglant et le Balancier depuis Huygens jusqu’à nos jours. Editions du Journal suisse d’Horlogerie, Lausanne 1945.
- John Harrison et la chronométrie, Paris 1926.
- Etat actuel de la question du graissage en horlogerie, Besançon 1931.
- Pierre Le Roy et la chronométrie, Paris 1939.